# أسل منثني
أسل منثني (الاسم العلمي: Juncus curvatus) نوع نباتي يتبع جنس الأسل وينتمي إلى الفصيلة الأسلية.